# Adriana Ruocco
Adriana Ruocco (Vallo della Lucania, 10 settembre 1981) è una cantante italiana.

## Biografia
Ebbe una certa notorietà a livello nazionale nella metà degli anni novanta grazie alle apparizioni a Sanremo Giovani 1995 con il tormentone Ti prego, ti prego, ti prego, l'anno seguente al Festival vero e proprio con Sarò bellissima (seconda classificata nella sezione "Nuove Proposte") e nel 1997 sempre al Festival con Uguali, uguali.
Nel 2011 compare come ospite nel disco Un Mondo Digitale  di Marco Rò. Nel 2014 incide il singolo If you're not alone, del quale viene realizzato anche un video musicale.

## Discografia

### Album
- Sarò bellissima (1996)

#### Tracce
1. Sarò bellissima
2. Il mare, la spiaggia, gli amici
3. Fai come fossi a casa tua
4. Scritto sui muri
5. Ti prego, ti prego, ti prego...
6. Come il vento
7. Batuquelamba
8. Indunè
9. Radio-Sentimenti
10. Sarà che il sole ci abbaglia le idee
11. Ti prego, ti prego, ti prego... (scatman team version)

### Singoli
- Ti prego, ti prego, ti prego (1995)
- Sarò bellissima (1996)
- Scritto sui muri (1996)
- Il mare, la spiaggia, gli amici (1996)
- Uguali, uguali (1997)
- If You're Not Alone (2014)